# Operace Felix

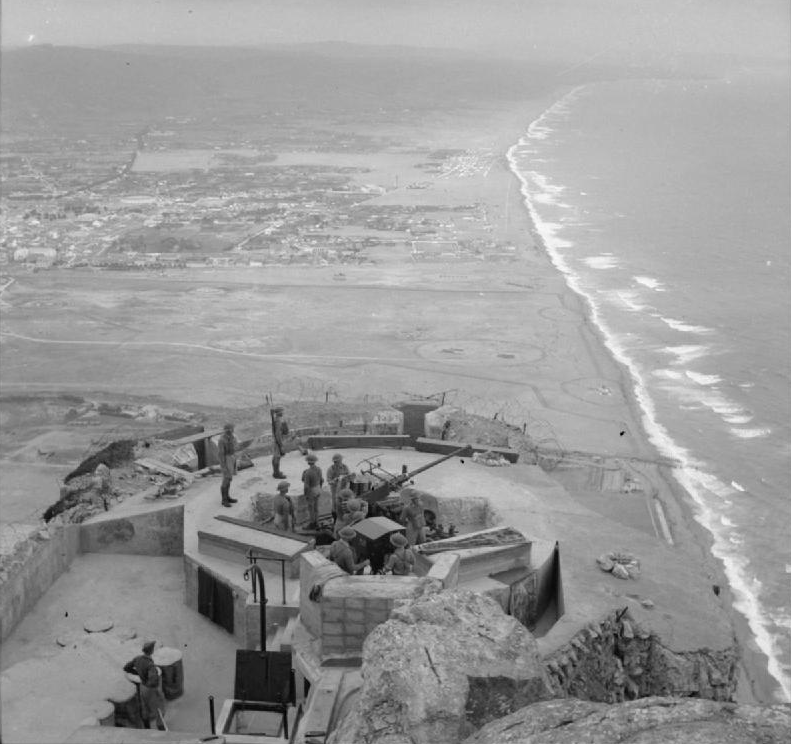
Protiletecký kanón na severní straně Gibraltarské skály

Operace Felix byl nerealizovaný plán útoku německé armády na britské pozice ve Středomoří, především však strategicky důležité základny Gibraltar.
V létě 1940 byla v rámci příprav na možné uskutečnění útoku provedena evakuace civilního obyvatelstva na portugalský ostrov Madeira. Přebudováno bylo také opevnění Gibraltaru.

## Geneze plánu

Mapa plánu německého postupu

Plán počítal s vojenskou i logistickou podporou Španelska, naopak Itálie se této operace účastnit neměla. Führer Adolf Hitler a generalissimo Francisco Franco měli mnohem méně společné, než by se dalo předpokládat - krom velmi nízkého mínění jeden o druhém a přestože obě země byly od skončení občanské války teoreticky spojenci, míra jejich spolupráce byla malá. Franco nebyl příliš ideální partner. Na jednu stranu chtěl z Hitlerovy války profitovat (na úkor oslabené Francie především), ovšem jak Hitler správně postřehl, jeho španělský kolega neměl zájem podílet se na těžké práci, což ovšem při vyčerpaném stavu španělské ekonomiky po ničivé válce bylo docela pochopitelné.
Přes zřetelné španělské odmítnutí při setkání obou diktátorů v Hendaye v říjnu 1940 již o měsíc později podepsal Hitler Směrnici č. 18. Generál Ludwig Kübler měl převzít velení nad armádním sborem, překročit Pyreneje a zaujmout pozice v nástupním prostoru v jižním Španělsku. Za podpory 2. tankové armády a Luftwaffe měl oblehnout Gibraltar a pevnost dobýt. Nacistický diktátor při plánování předpokládal, že jeho italští spojenci obnoví postup směrem k Suezu, zatímco Luftwaffe ve spolupráci s italským královským námořnictvem izoluje a posléze dobyde ostrov Malta. Tím by Britové přišli o své klíčové pozice v regionu, což by dle plánu otevřelo cestu jak k ropným pramenům na Středním Východě, tak i do Italské východní Afriky, odkud by německé ponorky a letouny mohly startovat k útoku na britskou plavbu v Indickém oceánu. Zatímco velení pozemních vojsk preferovalo spíše invazi do Anglie, námořnictvo, přesněji admirál Erich Raeder patřilo k velkým zastáncům tohoto plánu, který byl dle něj bezpečnější.

## Epilog
Všechny tyto debaty ve vrchním velení však byly de facto akademické, neboť hlavní aktér celého plánu – španělský generalissimus – se zdráhal jak vstoupit do války na straně Osy, tak vpustit německé divize do země. Se stejným závěrem se ze své mise ve Španělsku  v prosinci 1940 vrátil i sám šéf Abwehru admirál Canaris. Zpackaná italská invaze do Řecka jakož i britská protiofenzíva v severní Africe vedla k odložení přepracovaného plánu „Felix-Heindrich“ až po úspěšném ukončení Operace Barbarossa, jejíž neúspěch učinil plán na obsazení  Gibraltaru bezpředmětným.